# Cyatholaimus simulatus
Cyatholaimus simulatus är en rundmaskart. Cyatholaimus simulatus ingår i släktet Cyatholaimus, och familjen Cyatholaimidae. Arten är reproducerande i Sverige.